# Chiara Isabella Gherzi
Angela Maria Gherzi, nota anche come venerabile Chiara Isabella Gherzi (Pontedecimo, 25 ottobre 1742 – Gubbio, 27 ottobre 1800), è stata una monaca cristiana, badessa e mistica italiana, "una delle figure religiose più illustri del XVIII secolo genovese".

## Biografia
Figlia di Francesco Maria Gherzi e Maria Benedetta Parodi, perse la madre a soli otto anni e fu quindi educata dalla matrigna Gaetana Chiappara. Della sua famiglia, popolarmente detta "la famiglia dei santi" per il gran numero di religiosi e sacerdoti che ne uscirono, due fratelli divennero sacerdoti, altri due frati cappuccini e tre sorelle si fecero monache di clausura come lei nel monastero delle clarisse urbaniste della Santissima Trinità di Gubbio. Qui, superando l'opposizione dei genitori, Angela Maria entrò nel 1758 e l'8 dicembre vestì l'abito monacale assumendo il nome di Chiara Isabella dell'Immacolata; a un anno di distanza celebrò la solenne professione religiosa.
Nel 1778 fu eletta badessa a 36 anni di età e tale rimase per ventidue anni fino alla morte. Nel 1782 fu colpita da una malattia che durerà per 18 anni, ossia fino alla morte.
Le sue riflessioni sono raccolte in diversi scritti, quali le quattro Relazioni spirituali o le moltissime lettere, pubblicati solo in parte e pervenutici in forma sia di manoscritti autografi sia, più raramente, di testi da lei dettati.
Tra i suoi scritti autografi inediti figurano i Propositi spirituali.

## Culto

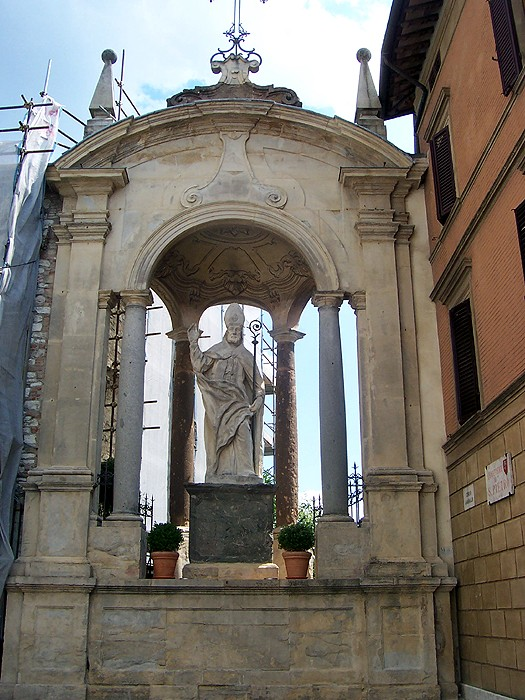
Gubbio, statua di Sant'Ubaldo posta accanto al monastero della Santissima Trinità.

Godendo fama di santità mentre era ancora in vita anche presso diversi cardinali - tra cui i segretari di stato Francesco Saverio de Zelada e Giulio Maria della Somaglia nonché lo stesso Gregorio Chiaramonti, il futuro papa Pio VII - nel novembre 1806 il vescovo di Gubbio Ottavio Angelelli iniziò il processo per la sua beatificazione che, dopo l'escussione dei testimoni, si concluse esattamente un anno più tardi. All'epoca tuttavia il territorio pontificio venne sconvolto dall'invasione e occupazione francese che cessò solo nel 1814 e la trasmissione del processo di beatificazione di suor Chiara Isabella alla Congregazione dei riti romana poté avvenire solo nel 1820, dove la fase del cosiddetto "processo apostolico" si svolse dal 1822 al 1833. La Gherzi venne poi proclamata "venerabile" il 13 novembre 1894 da papa Leone XIII.
Successivamente le clarisse "della Trinità" commissionarono la realizzazione di un quadro raffigurante Dio Padre e Chiara Isabella Gherzi, che attualmente è custodito nel convento di San Girolamo poco sopra Gubbio, a metà costa del monte Ansciano, dove le suore hanno traslocato nel 2001 trasferendovi anche la tomba della venerabile. A Pontedecimo, invece, a Chiara Isabella Gherzi è stata intitolata la scuola dell'infanzia del quartiere, mentre una targa commemorativa è stata apposta sulla facciata della sua casa natale, che anticamente era stata la sede del Capitanato del popolo.